# Base Station Controller
Der Base Station Controller (BSC; deutsch Basisstations-Steuereinrichtung) ist ein Netzelement des digitalen GSM-Mobilfunknetzes.

## Allgemeines
An den Base Station Controller sind mehrere Basisstationen (BTS, englisch „Base Transceiver Station“) angeschlossen. Die Verbindung zwischen einer Basisstation und dem übergeordneten Base Station Controller wird als A-bis-Link bezeichnet. Meistens werden diese als 2-Mbit-PCM-Leitungen realisiert. Base Station Controller, Basisstationen und Transcoder (TRC) bilden zusammen das Base Station Subsystem (BSS).
Mehrere Base Station Subsystems sind über sogenannte A-Links an ein Mobile-services Switching Centre (MSC) angeschlossen. Über das MSC werden Telefonie und leitungsvermittelter Datenverkehr abgewickelt. Für paketvermittelten Datenverkehr (GPRS) hingegen sind die Base Station Controller über eine Gb-Verbindung an einen Serving GPRS Support Node (SGSN) angeschlossen.

## Aufgaben des Base Station Controller
Der Base Station Controller überwacht die Funkverbindungen im GSM-Netz und veranlasst gegebenenfalls Leistungsregelung (Power Control) und Zellwechsel (Handover). Wenn bei einem Handover die alte und neue Basisstation am selben Base Station Controller angebunden sind, führt der Controller den Handover selbständig durch, ansonsten wird das übergeordnete MSC involviert. 
Um Entscheidungsgrundlagen für Power Control und Handover zu erhalten, werden von Mobilstation und Basisstation Pegel- und Qualitätsmessungen durchgeführt und die Messergebnisse dem Base Station Controller mitgeteilt.

## Schnittstellen

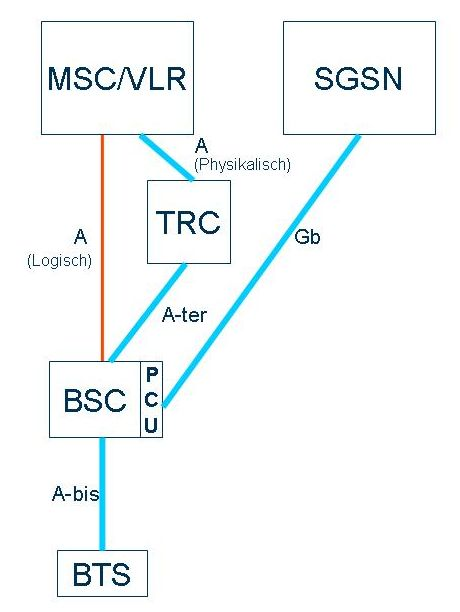
Logische (rot) und physikalische (blau) Schnittstellen der BSC

### A-bis-Schnittstelle
Die A-bis-Schnittstelle zwischen Basisstation und Base Station Controller teilt 64-kbit/s-Kanäle in mehrere Subkanäle auf, da die Sprachinformation im Mobilfunknetz mit geringerer Bitrate kodiert ist. Die Signalisierung wird nach dem LAPD-Protokoll der ISDN-Signalisierung DSS1 durchgeführt.
In der Regel nutzen die Hersteller auch eigene Protokolle für Operation and Maintenance (O&M), so dass die A-bis-Schnittstelle zumindest teilweise proprietär ist.
Siehe auch: Operation and Maintenance Center

### A-ter-Schnittstelle
Über die A-ter-Schnittstelle zwischen dem Base Station Controller und dem Transcoder fordert der Base Station Controller die Kodierung eines 64-kbit/s-Kanals nach einem bestimmten Codec an. Standardisiert sind im GSM Codecs für FR Phase 1 (Full Rate), FR Phase 2 (Enhanced Full Rate), FR Phase 3 (AMR Full Rate), sowie HR Phase 1 (Half Rate) und HR Phase 3 (AMR Half Rate). Für den Fall, dass im Transcoder der bevorzugte Codec nicht verfügbar ist, gibt der Base Station Controller dabei eine Liste möglicher Codecs an. Die A-ter-Schnittstelle ist meist proprietär, es ist also in der Regel nicht möglich Base Station Controller und Transcoder verschiedener Hersteller zu verbinden.

### A-Schnittstelle
Die A-Schnittstelle zum MSC entspricht einem 2-Mbit/s-Übertragungssystem PCM30 mit 30 Nutzkanälen und einem Signalisierungskanal. Um den Bedarf an Multiplexern zu verringern, wird jedoch auch SDH (155 Mbit/s STM-1) eingesetzt. Das Signalisierungsprotokoll ist ein Teil des Signalling System 7. Die A-Schnittstelle ist sehr gut standardisiert, so dass Mobile Switching Center und Base Station Controller verschiedener Hersteller zusammenarbeiten können.
Die A-ter-Schnittstelle ist logisch die direkte Verbindung zum MSC, läuft aber physikalisch meist über den Transcoder, der wiederum keine logische Verbindung zum MSC hat.

### Gb-Schnittstelle
Die Gb-Schnittstelle verbindet die Base Station Controller mit dem Serving GPRS Support Node (SGSN) und wird für IP-basierte Dienste verwendet. Im Base Station Controller dient dazu die Packet Control Unit (PCU). Als Übertragungstechnik dient entweder Ethernet oder Frame Relay über 2-Mbit/s-PCM-Leitungen.